# Fashion Star (prima stagione)
La prima stagione di Fashion Star è andata in onda a partire dal 13 marzo 2012 al 15 maggio 2012, in Italia invece è andata in onda dall'agosto 2012. Il programma era presentato da Elle Macpherson e vedeva Jessica Simpson, Nicole Richie e John Varvatos nei panni dei mentori, i quali collaboravano con tutti gli stilisti riguardo ai materiali da usare, i colori e la linea dell'abito. I compratori della stagione erano Macy's, Saks Fifth Avenue e H&M. Il vincitore della competizione è stata Kara Laricks che si è portata a casa un contratto da 6 milioni di dollari con tutti e tre i compratori.
Mentre in America ad ogni puntata viene dato un titolo, in Italia, invece, ci si riferisce alla puntata con il suo numero in serie.

## Concorrenti
| Stilisti           | Età | Città                     |
| ------------------ | --- | ------------------------- |
| Kara Laricks       | 38  | New York                  |
| Ronnie Escalante   | 32  | San Francisco, California |
| Nzimiro Oputa      | 28  | New York                  |
| Orly Shani         | 26  | New York                  |
| Luciana Scarabello | 30  | Miami, Florida            |
| Nikki Poulos       | 43  | Delray Beach, Florida     |
| Ross Bennett       | 27  | Austin, Texas             |
| Sarah Parrott      | 31  | Marietta, Georgia         |
| Barbara Bates      | 55  | Chicago, Illinois         |
| Edmond Newton      | 32  | Atlanta, Georgia          |
| Lisa Vian Hunter   | 47  | Mercer Island, Washington |
| Lizzie Parker      | 41  | Seattle, Washington       |
| Oscar Fierro       | 37  | Lewisville, Texas         |
| Nicholas Bowes     | 38  | Los Angeles, California   |

## Tabella eliminazione
| Piazzamento | Concorrente        | Episodio 1 | Episodio 2 | Episodio 3 | Episodio 4 | Episodio 5 | Episodio 6 | Episodio 7 | Episodio 8 | Episodio 9 | Episodio 10 | Soldi guadagnati |
| ----------- | ------------------ | ---------- | ---------- | ---------- | ---------- | ---------- | ---------- | ---------- | ---------- | ---------- | ----------- | ---------------- |
| 1           | Kara Laricks       | ULTIMI 2   | VENDUTO    | VENDUTO    | VENDUTO    | SALVA      | VENDUTO    | VENDUTO    | VENDUTO    | SALVA      | VINCITORE   | $6.630.000       |
| 2           | Ronnie Escalante   | SALVO      | SALVO      | SALVO      | SALVATO    | VENDUTO    | VENDUTO    | VENDUTO    | VENDUTO    | SALVO      | SECONDO     | $420.000         |
| 3           | Nzimiro Oputa      | VENDUTO    | VENDUTO    | VENDUTO    | SALVO      | SALVO      | VENDUTO    | SALVATO    | VENDUTO    | ULTIMI 4   | TERZO       | $320.000         |
| 4           | Luciana Scarabello | SALVA      | SALVA      | ULTIMI 2   | VENDUTO    | VENDUTO    | VENDUTO    | VENDUTO    | VENDUTO    | ELIMINATA  |             | $430.000         |
| 5           | Orly Shani         | VENDUTO    | SALVO      | VENDUTO    | SALVO      | ULTIMI 2   | ULTIMI 3   | VENDUTO    | ULTIMI 3   | ELIMINATO  |             | $430.000         |
| 6           | Nikki Poulos       | VENDUTO    | SALVA      | VENDUTO    | VENDUTO    | VENDUTO    | SALVATA    | ULTIMI 3   | ULTIMI 3   | ELIMINATA  |             | $300.000         |
| 7           | Ross Bennett       | SALVO      | SALVATO    | VENDUTO    | SALVO      | VENDUTO    | VENDUTO    | ULTIMI 3   | ELIMINATO  |            |             | $220.000         |
| 8           | Sarah Parrott      | VENDUTO    | VENDUTO    | VENDUTO    | VENDUTO    | VENDUTO    | ULTIMI 3   | ELIMINATA  |            |            |             | $300.000         |
| 9           | Barbara Bates      | SALVA      | SALVA      | SALVA      | VENDUTO    | SALVATA    | ELIMINATA  |            |            |            |             | $50.000          |
| 10          | Edmond Newton      | VENDUTO    | SALVO      | SALVATO    | ULTIMI 2   | ELIMINATO  |            |            |            |            |             | $60.000          |
| 11          | Lisa Vian Hunter   | SALVA      | VENDUTO    | SALVA      | ELIMINATA  |            |            |            |            |            |             | $50.000          |
| 12          | Lizzie Parker      | VENDUTO    | ULTIMI 2   | ELIMINATA  |            |            |            |            |            |            |             | $60.000          |
| 13          | Oscar Fierro       | SALVATO    | ELIMINATO  |            |            |            |            |            |            |            |             | $0               |
| 14          | Nicholas Bowes     | ELIMINATO  |            |            |            |            |            |            |            |            |             | $0               |

     (VINCITORE) Il concorrente ha vinto lo show
     (SECONDO) Il concorrente si è piazzato al secondo posto
     (TERZO) Il concorrente si è piazzato al terzo posto
     (SALVO) I concorrenti hanno accesso alla finale
     (VENDUTO) I concorrenti hanno venduto durante la puntata
     (SALVATO) I concorrenti era tra gli ultimi tre o quattro, ma sono stati salvati dai mentori
     (ULTIMI 4) Il concorrente era tra gli ultimi quattro, ma non è stato eliminato
     (ULTIMI 2(3)) I concorrenti erano tra gli ultimi due o tre, ma non sono stati eliminati
     (ELIMINATO) I concorrenti che sono stati eliminati.

## Episodi
| nº | Titolo originale                   | Titolo italiano | Prima TV USA   | Prima TV Italia   |
| -- | ---------------------------------- | --------------- | -------------- | ----------------- |
| 1  | Pilot                              | Episodio 1      | 13 marzo 2012  | 29 agosto 2012    |
| 2  | Who's Your Customer                | Episodio 2      | 20 marzo 2012  | 5 settembre 2012  |
| 3  | Here Comes Summer                  | Episodio 3      | 27 marzo 2012  | 12 settembre 2012 |
| 4  | High-End Appeal/Mass Market Appeal | Episodio 4      | 3 aprile 2012  | 19 settembre 2012 |
| 5  | Living Department Store Window     | Episodio 5      | 10 aprile 2012 | 26 settembre 2012 |
| 6  | Out of the Box                     | Episodio 6      | 17 aprile 2012 | 3 ottobre 2012    |
| 7  | Mentor's Choice                    | Episodio 7      | 24 aprile 2012 | 10 ottobre 2012   |
| 8  | What's Your Campaign?              | Episodio 8      | 1º maggio 2012 | 17 ottobre 2012   |
| 9  | Buyer's Choice                     | Episodio 9      | 8 maggio 2012  | 24 ottobre 2012   |
| 10 | Finale                             | Episodio 10     | 15 maggio 2012 | 31 ottobre 2012   |

### Episodio 1
Titolo originale: Pilot
In questa prima puntata gli stilisti devono creare e presentare gli abiti che caratterizzavano i loro "marchio" e il loro stile.
| Compratori        | Concorrenti | Concorrenti | Concorrenti | Concorrenti | Concorrenti | Concorrenti | Concorrenti | Concorrenti | Concorrenti | Concorrenti | Concorrenti | Concorrenti | Concorrenti | Concorrenti |
| Compratori        | Lisa        | Ronnie      | Kara        | Oscar       | Ross        | Orly        | Nikki       | Edmond      | Luciana     | Nzimiro     | Lizzie      | Sarah       | Barbara     | Nicholas    |
| Macy's            | No offerte  | No offerte  | No offerte  | No offerte  | No offerte  | $50,000     | $50.000     | $60.000     | No offerte  | No offerte  | $60.000     | No offerte  | No offerte  | No offerte  |
| Saks Fifth Avenue | No offerte  | No offerte  | No offerte  | No offerte  | No offerte  | $80.000     | No offerte  | No offerte  | No offerte  | No offerte  | $50.000     | No offerte  | No offerte  | No offerte  |
| H&M               | No offerte  | No offerte  | No offerte  | No offerte  | No offerte  | No offerte  | No offerte  | No offerte  | No offerte  | $50.000     | No offerte  | $80.000     | No offerte  | No offerte  |

- Miglior vendita: $80,000 (Orly per Saks Fifth Avenue e Sarah per H&M)
- Concorrente eliminato: Nicholas Bowes

### Episodio 2
Titolo originale: Who's Your Customer
Gli stilisti incontrano dei potenziali clienti e devono ascoltare le loro esigenze. Ad ogni stilista viene dato uno spazio per la vendita al dettaglio e devono decire se mostrare i pezzi preferiti dei loro clienti oppure ascoltare se stessi e mostrare i pezzi che loro ritengono più giusti.
| Compratori        | Concorrenti | Concorrenti | Concorrenti | Concorrenti | Concorrenti | Concorrenti | Concorrenti | Concorrenti | Concorrenti | Concorrenti | Concorrenti | Concorrenti | Concorrenti |
| Compratori        | Lisa        | Ronnie      | Kara        | Oscar       | Ross        | Orly        | Nikki       | Edmond      | Luciana     | Nzimiro     | Lizzie      | Sarah       | Barbara     |
| Macy's            | $50,000     | No offerte  | No offerte  | No offerte  | No offerte  | No offerte  | No offerte  | No offerte  | No offerte  | $70,000     | No offerte  | No offerte  | No offerte  |
| Saks Fifth Avenue | No offerte  | No offerte  | $110,000    | No offerte  | No offerte  | No offerte  | No offerte  | No offerte  | No offerte  | $50,000     | No offerte  | No offerte  | No offerte  |
| H&M               | No offerte  | No offerte  | $100.000    | No offerte  | No offerte  | No offerte  | No offerte  | No offerte  | No offerte  | $70.000     | No offerte  | $50.000     | No offerte  |

- Miglior vendita: $110.000 (Kara per Saks Fifth Avenue)
- Concorrente eliminato: Oscar Fierro

### Episodio 3
Titolo originale: Here Comes Summer
Gli stilisti devono creare dei pezzi per la futura estate. Prima di iniziare la creazione dei loro pezzi, gli stilisi incontrano dei responsabili di Macy's, H&M e Saks Fifth Avenue, i quali gli spiegano quali saranno i trend per la futura estate. Le creazioni che sarebbero piaciute ai compratori, sarebbe apparse pochi giorni poco all'interno dei punti vendita del compratore che ha offerto di più.
| Compratori        | Concorrenti | Concorrenti | Concorrenti | Concorrenti | Concorrenti | Concorrenti | Concorrenti | Concorrenti | Concorrenti | Concorrenti | Concorrenti | Concorrenti |
| Compratori        | Lisa        | Ronnie      | Kara        | Ross        | Orly        | Nikki       | Edmond      | Luciana     | Nzimiro     | Lizzie      | Sarah       | Barbara     |
| Macy's            | No offerte  | No offerte  | No offerte  | $120,000    | $110,000    | $50,000     | No offerte  | No offerte  | No offerte  | No offerte  | No offerte  | No offerte  |
| Saks Fifth Avenue | No offerte  | No offerte  | $50,000     | No offerte  | $120,000    | No offerte  | No offerte  | No offerte  | No offerte  | No offerte  | No offerte  | No offerte  |
| H&M               | No offerte  | No offerte  | No offerte  | $100,000    | No offerte  | No offerte  | No offerte  | No offerte  | $50,000     | No offerte  | $50,000     | No offerte  |

- Miglior vendita: $120.000 (Orly per Saks Fifth Avenue e Ross per Macy's)
- Concorrente eliminato: Lizzie Parker

### Episodio 4
Titolo originale: High-End Appeal/Mass Market Appeal
Gli stilisti dovevano presentare due varianti dello stesso modello: alta moda e di massa.
| Buyers            | Contestants | Contestants | Contestants | Contestants | Contestants | Contestants | Contestants | Contestants | Contestants | Contestants | Contestants |
| Buyers            | Lisa        | Ronnie      | Kara        | Ross        | Orly        | Nikki       | Edmond      | Luciana     | Nzimiro     | Sarah       | Barbara     |
| Macy's            | No offerte  | No offerte  | $60,000     | No offerte  | No offerte  | No offerte  | No offerte  | $50,000     | No offerte  | No offerte  | $50,000     |
| Saks Fifth Avenue | No offerte  | No offerte  | $70,000     | No offerte  | No offerte  | $60,000     | No offerte  | $60,000     | No offerte  | No offerte  | No offerte  |
| H&M               | No offerte  | No offerte  | No offerte  | No offerte  | No offerte  | $70,000     | No offerte  | No offerte  | No offerte  | $60,000     | No offerte  |

- Miglior vendita: $70.000 (Kara per Saks Fifth Avenue e Nikki per H&M)
- Concorrente eliminato: Lisa Vian Hunter

### Episodio 5
Titolo originale: Living Department Store Window
Gli stilisti devono creare un pezzo con modelli dal vivo. I pezzi verranno posizionati in una finestra dallo sfondo nero e devono far in modo che i loro pezzi spicchino su tale sfondo. Le finestre vengono presentate durante la sfilata.
| Buyers            | Contestants | Contestants | Contestants | Contestants | Contestants | Contestants | Contestants | Contestants | Contestants | Contestants |
| Buyers            | Ronnie      | Kara        | Ross        | Orly        | Nikki       | Edmond      | Luciana     | Nzimiro     | Sarah       | Barbara     |
| Macy's            | $110,000    | No offerte  | $50,000     | No offerte  | No offerte  | No offerte  | No offerte  | No offerte  | No offerte  | No offerte  |
| Saks Fifth Avenue | No offerte  | No offerte  | No offerte  | No offerte  | $70,000     | No offerte  | $100,000    | No offerte  | No offerte  | No offerte  |
| H&M               | $90,000     | No offerte  | No offerte  | No offerte  | $80,000     | No offerte  | No offerte  | No offerte  | $60,000     | No offerte  |

- Miglior vendita: $110.000 (Ronnie per Macy's)
- Concorrente eliminato: Edmond Newton

### Episodio 6
Titolo originale: Out of the Box
Agli stilisti viene chiesto chiesto di creare dei modelli che uscissero dal loro campo di creazione abituale.
| Buyers            | Contestants | Contestants | Contestants | Contestants | Contestants | Contestants | Contestants | Contestants | Contestants | Contestants |
| Buyers            | Ronnie      | Kara        | Ross        | Orly        | Nikki       | Luciana     | Nzimiro     | Sarah       | Barbara     |             |
| Macy's            | $50,000     | No offerte  | No offerte  | No offerte  | No offerte  | $100,000    | No offerte  | No offerte  | No offerte  |             |
| Saks Fifth Avenue | No offerte  | $100,000    | No offerte  | No offerte  | No offerte  | $80,000     | No offerte  | No offerte  | No offerte  |             |
| H&M               | No offerte  | No offerte  | $50,000     | No offerte  | No offerte  | No offerte  | $50,000     | No offerte  | No offerte  |             |

- Miglior vendita:  $100.000 (Kara per Saks Fifth Avenue e Luciana per Macy's)
- Concorrente eliminato: : Barbara Bates

### Episodio 7
Titolo originale: Mentor's Choice
I concorrenti vengono accoppiati ad ogni mentore: Jessica Simpson, Nicole Richie e John Varvatos, i quali diranno ad ogni stilista cosa devono creare.
| Compratori        | Concorrenti | Concorrenti | Concorrenti | Concorrenti | Concorrenti | Concorrenti | Concorrenti | Concorrenti |
| Compratori        | Ronnie      | Kara        | Ross        | Orly        | Nikki       | Luciana     | Nzimiro     | Sarah       |
| Macy's            | $50,000     | No offerte  | No offerte  | No offerte  | No offerte  | No offerte  | No offerte  | No offerte  |
| Saks Fifth Avenue | No offerte  | $100,000    | No offerte  | $70,000     | No offerte  | $60,000     | No offerte  | No offerte  |
| H&M               | No offerte  | No offerte  | No offerte  | $70,000     | No offerte  | $70,000     | No offerte  | No offerte  |

- Miglior vendita: $100.000 (Kara per Saks Fifth Avenue)
- Concorrente eliminato: Sarah Parrott

### Episodio 8
Titolo originale: What's Your Campaign?
Ogni stilista deve creare una campagna pubblicitaria per le loro collezioni. I tre mentori Jessica Simpson, Nicole Richie e John Varvatos lavorano a diretto contatto con gli stilisti per dar loro indicazioni su ciò che rende una campagna pubblicitaria un successo.
| Buyers            | Contestants | Contestants | Contestants | Contestants | Contestants | Contestants | Contestants |
| Buyers            | Ronnie      | Kara        | Ross        | Orly        | Nikki       | Luciana     | Nzimiro     |
| Macy's            | No offerte  | No offerte  | No offerte  | No offerte  | No offerte  | No offerte  | $100,000    |
| Saks Fifth Avenue | No offerte  | $80,000     | No offerte  | No offerte  | No offerte  | $50,000     | No offerte  |
| H&M               | $50,000     | $70,000     | No offerte  | No offerte  | No offerte  | No offerte  | No offerte  |

- Miglior vendita: $100.000 (Nzimiro per Macy's)
- Concorrente eliminato:  Ross Bennett

### Episodio 9
Titolo originale: Buyer's Choice
I tre compratori chiedono ad ogni stilista di creare dei pezzi che secondo loro manca dalle loro collezioni. La puntata è divisa in due fasi. Inoltre agli stilisti viene comunicato che anche in caso di vendita, non si è salvi. Alla fine i tre stilisti che non impressioneranno i compratori saranno eliminati dalla competizione.
| Compratori        | Concorrenti | Concorrenti | Concorrenti | Concorrenti | Concorrenti | Concorrenti | Concorrenti | Concorrenti | Concorrenti | Concorrenti | Concorrenti | Concorrenti |
| Compratori        | Ronnie      | Ronnie      | Kara        | Kara        | Orly        | Orly        | Nikki       | Nikki       | Luciana     | Luciana     | Nzimiro     | Nzimiro     |
| Compratori        | 1° vendita  | 2° vendita  | 1° vendita  | 2° vendita  | 1° vendita  | 2° vendita  | 1° vendita  | 2° vendita  | 1° vendita  | 2° vendita  | 1° vendita  | 2° vendita  |
| Macy's            | $50,000     | No offer    | $60,000     | $60,000     | No offerte  | No offerte  | No offerte  | $50,000     | No offerte  | No offerte  | No offerte  | No offerte  |
| Saks Fifth Avenue | No offerte  | $100,000    | No offerte  | $50,000     | $60,000     | No offerte  | No offerte  | $50,000     | No offerte  | No offerte  | No offerte  | No offerte  |
| H&M               | No offer    | $110,000    | $60,000     | No offerte  | No offerte  | $100,000    | No offerte  | No offerte  | No offerte  | No offerte  | No offerte  | No offerte  |

- Miglior vendita: $110.000 (Ronnie per H&M)
- Concorrente eliminato: Nikki Poulos, Orly Shani, Luciana Scarabello

### Episodio 10
Titolo originale: Finale
I tre stilisti rimasti avevano il compito di creare una vendita in un punto vendita di ogni compratore. Lo stilista che avrebbe avesse saputo capire i bisogni di Macys, H&M e Saks Fifth Avenue sarebbe stato incoronato "Fashion Star" e avrebbe vinto un contratto da 6 milioni di dollari per creare una linea da vendere presso i punti vendita di tutti e tre i compratori.